# Stéphane Fallu
Pour les articles homonymes, voir Fallu.
 (octobre 2017).
Stéphane Fallu est un humoriste québécois diplômé de l'École nationale de l'humour en 1994.

## Biographie
Avant de devenir humoriste, Stéphane Fallu étudie en soins infirmiers au Collège Montmorency à Laval. Pendant ses études, il fait de l'improvisation dans l'équipe du collège, le MIM. Lorsqu'il s'inscrit à l'École nationale de l'humour (ENH), à la fin de sa vingtaine, il passe ses journées sur les bancs d'école et ses soirées à l'hôpital. L'humoriste fait partie de la promotion 1994 de l'ENH.
Dès la fin de ses études en création humoristique, Stéphane Fallu présente des numéros lors des festivals et galas Juste pour rire (1993-2019) ainsi que Grand rire (1999-2019), aujourd'hui appelé ComédiHa!. En 2006, dans le cadre du festival Juste pour rire, il offre un spectacle d'une durée de 24 heures, attirant l'attention des médias. Entre-temps, il parcourt le Québec avec son premier spectacle solo, dont le rodage débute en 2005. Son deuxième one-man-show, Bon deuxième (2015-2017), prend d'assaut les scènes québécoises dix ans plus tard. Ce spectacle lui vaut une nomination au gala les Olivier 2016 dans la catégorie « meilleurs textes ». la tournée de son plus récent spectacle solo, Pus d'signal, a débuté en 2017 et a toujours lieu en 2021.
En 2024, il présente son nouveau spectacle intitulé Assumé.

## Spectacles

### Scène
- 2017-2021 : tournée de son spectacle solo Pus d'signal
- 1993-2019 : participation aux galas Juste pour rire
- 1999-2019 : participation aux galas ComediHa!
- 2015-2017 : tournée de son spectacle Bon deuxième
- 2014 : participation au Festival de Cavaillon en France
- 2006-2009 : tournée de spectacles solo au Théâtre Saint-denis
- 2006-2009 : participation au festival Four rire bleue
- 2006 : série de spectacles présentés dans le circuit RoseQ
- 2005 : Rodage de son 1er spectacle solo à Saint-Eustache
- 2003-2004 : tournée Juste pour rire

### Scène animation
- 2015-... : animation des galas « Comédie Star »
- 2012-2015 : animation des spectacles Dieu Merci! à Sorel
- 2010, 2011, 2013 : animation du gala humour « Aveugle »
- 2006- : animation de la série Show Absurde à l'occasion du festival Juste pour rire
- 2004 : animation des soirées Juste pour rire en plein air

## Radio
Parallèlement à ses prestations sur scène, Stéphane Fallu développe une carrière importante à la radio et à la télévision. Du côté de la radio, l'humoriste fait ses premiers pas comme coanimateur à l'émission la jungle, diffusée sur les ondes de CHIK-FM, de 1999 à 2000. Dès 2000, les contrats derrière le micro ne cessent de s'accumuler pour Stéphane Fallu. En voici quelques exemples : 
- 2021-2021 : coanimation à la Gang du matin à Montréal (Rouge 107.3)
- 2019-2020 : remplacement à le Boost! (Énergie 94.3)
- 2016 : coanimation de debout les comiques (96.9 CKOI)
- 2013-2014 : remplacement à C'tencore drôle (NRJ 94.3)
- 2006 : coanimation des Imbéciles heureux (96.9 CKOI)
- 2005 : coanimation à C'tencore drôle (Énergie 94.3)
- 2003-2004 : coanimation de VIP (Énergie 104.1)
- 2003-2004 : coanimation de Y'a pas d'matin sans eux (Énergie 104.1)
- 2002-2003 : coanimation de Méchant matin du monde (Énergie 104.1)
- 2001 : coanimation de Full Métal Boilard (96.9 CKOI)
- 2000-2001 : coanimation du Retour (CHOI-FM 98.1)
- 1999-2000 : coanimation de La Jungle (CHIK 98.9)

## Télévision - animation
À la télévision, Stéphane Fallu est invité à collaborer, principalement à titre de chroniqueur, dans de nombreuses émissions, et ce, dès 2002. Il s'inscrit d'ailleurs comme l'un des invités les plus populaires aux émissions Atomes Crochus (2010-2016), sur les ondes de V, et les squelettes dans le placard (2007-2019), sur ICI Télé. Tout compte fait, c'est son rôle d'animateur pour l'émission Refuge animal (depuis 2015), diffusée à TVA, qui marque les Québécois. Cette série s'avère l'une des plus cultes de la chaîne, atteignant, par exemple, plus de 700 000 téléspectateurs le lundi 13 janvier 2020.
- 2015-2021 : Refuge animal (TVA)
- 2016 : Le roi des toilettes (Ztélé)
- 2013-2016 : Animal cherche compagnie (CASA)
- 2013 : Émission spéciale d’Animal cherche compagnie (TVA)
- 2009-2011 : Fallu plaisante! (CASA)
- 2009-2010 : Spectacle solo Stéphane Fallu (Canal D & Super Écran)
- 2005 : L’émission spéciale 100 détours (TVA)

## Porte-parole
- 2015-... : L’étoile, services de pédiatrie sociale
- 2018 : Festival d'humour de l’Abitibi-Témiscamingue
- 2010 : Les fêtes en famille pour IAMS, adoption d'animaux à Noël
- 2007-2008 : Comics en cœur 2
- 2007 : Festival de la relève Juste pour rire en Abitibi
- 2006-2007 : Bâtisseur de L’humour Home dépôt Juste pour rire
- 2003 : J'raccroche en lumières

## Distinctions
- 2016- nomination pour « les meilleurs textes » au gala Les Olivier pour Bon deuxième
- 2007- nomination pour « le meilleur jeu et performance » au gala Les Olivier[6]
- 2007- nomination pour « le metteur en scène de l’année » au gala Les Olivier
- 2006- nomination pour « découverte de l’année » au gala Les Olivier[6]
- 2005- nomination pour « découverte de l’année » au gala Les Olivier[6]
- 2004- nomination pour « le spectacle d’humour de l’année » au gala L’ADISQ[9]
- 2004- nomination pour « spectacle de l’année » au gala les Olivier
- 2002- nomination « auteur de l'année » gala les Olivier - coécriture spectacle Tueur à gag de Sylvain Larocque[6]
- 2002- nomination « auteur de l'année » gala les Olivier - coécriture spectacle Première impression de Laurent Paquin[6]

## Festivals d'humour
- Festival Juste pour rire
- Grand Montréal Comique
- ComediHa! Fest-Québec
- Zoofest
- Festival d'humour d'Alma
- Festival d'humour de l'Abitibi-Témiscamingue
- Festival d'humour de Gatineau
- Festival de la Blague de Drummondville
- Festival MiniFest